# 이르지 루제크
이르지 루제크(체코어: Jiří Růžek, 1967년 8월 29일~)는 체코의 사진가이다.

## 약력
1995년에 사진 작가 일을 시작하였으며, 2004년부터는 체코의 프라하로 이주하여 살고 작업하고 있다. 루드밀라 포블로바 (Ludmilla Foblova)라는 설계사 겸 사진작가와 동거하고 있다.

## 일
루제크의 작품 중에서는 흑백으로 찍은 누드 예술 사진이 제일 유명하다. 2006년부터 그의 사진들이 인터넷 기사나 출간물에 채택되기 시작하였고, 2004-2005년에는 크로아티아의 화가 테아 하타디 (Tea Hatadi)와 함께 보디페인팅에 대한 시리즈로 사진작품을 찍었다.
입체사진 작품도 찍는 작가이다.
2009년 7월에는 사진작품 “České středohoří”가 Reflex Magazine에서 최우수 누드사진 부문의 상을 수여하였다.

## 수상목록
Akty X 2009 - 1등 (최우수 누드사진 부문)

## 발간도서목록
- Transit (2009, Euphoria Factory, 일본) ISBN 978-4-06-379405-2
- Nude Photography (2010, Loft Publications, 스페인/Frechmann GmbH., 독일) ISBN 978-84-92731-00-8
- Dame tus ojos (2011, 랜덤하우스, 스페인) ISBN 978-84-253-4574-6
- Fetish Fantasies (2011, Feierabend Unique Books, 독일) ISBN 978-3-939998-77-8
- Pussymania (2011, Edition Skylight, 스위스) ISBN 978-3-03766-622-7

## 갤러리

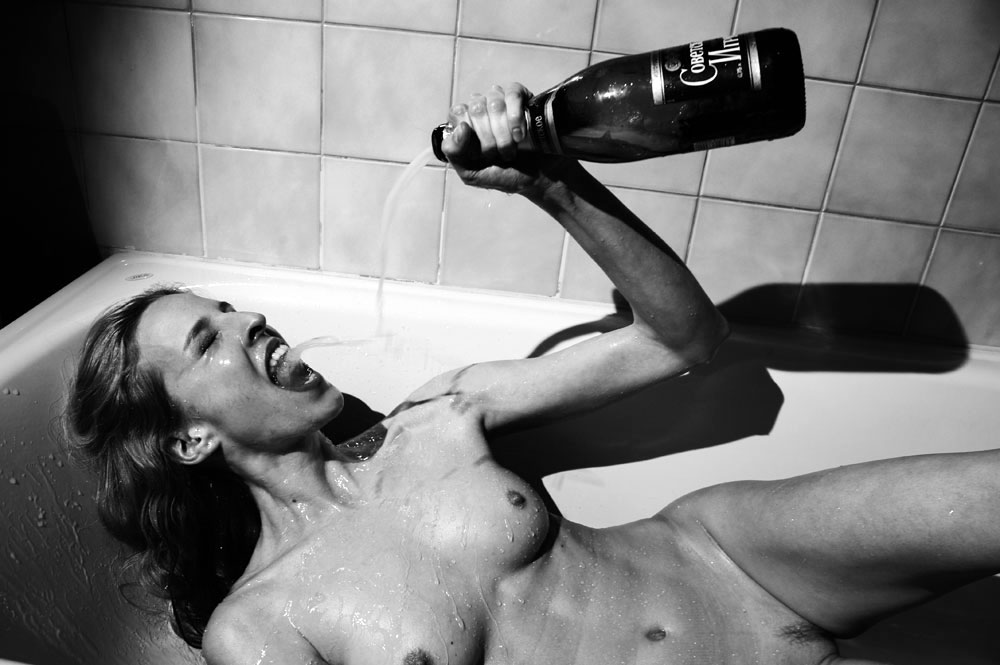
이르지 루제크 - 소련 반짝이
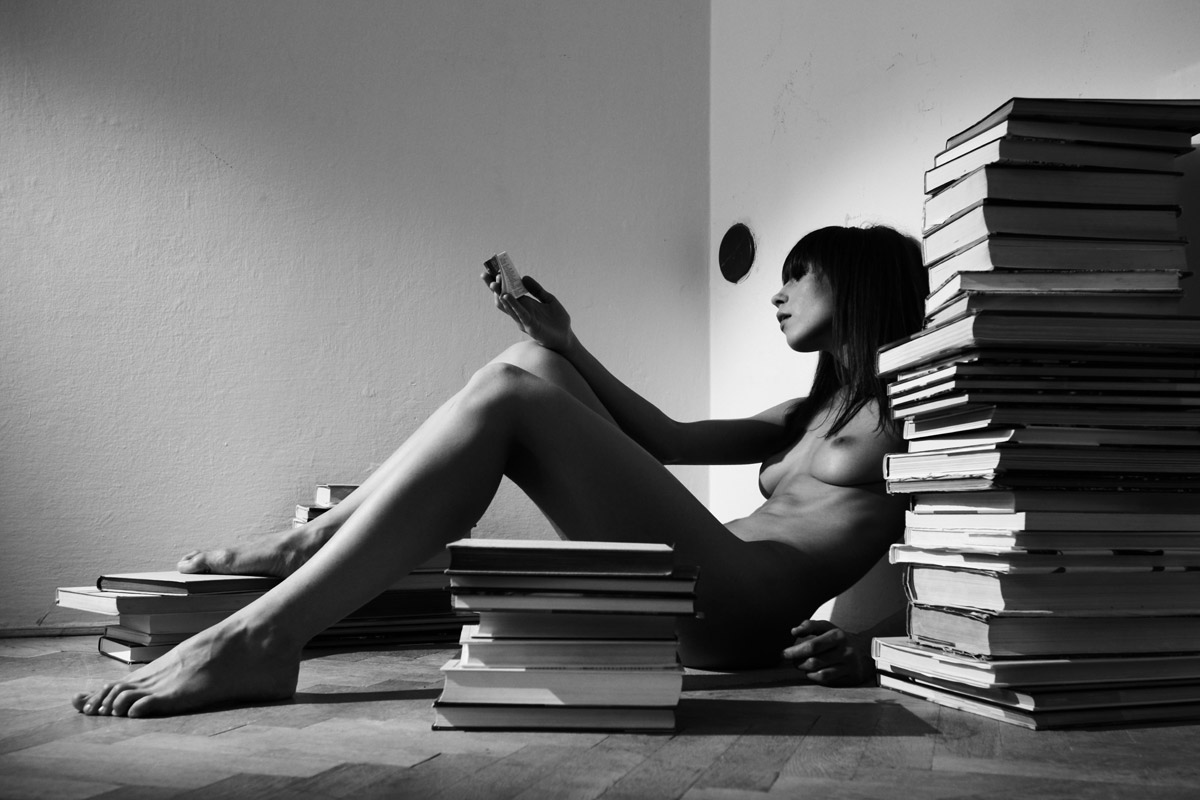
이르지 루제크 - 독서광
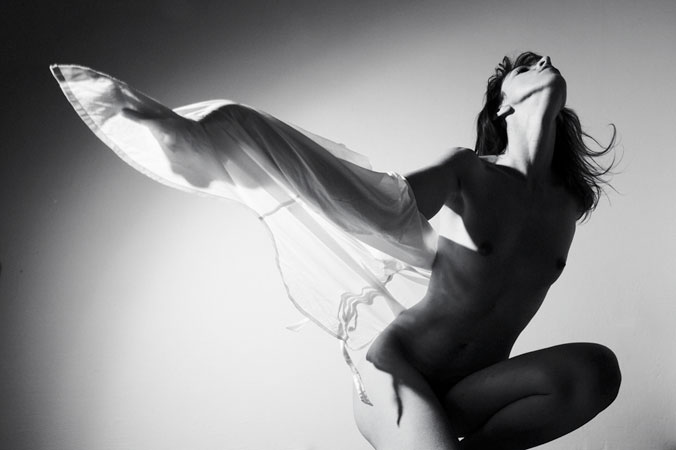
이르지 루제크 - 이시스
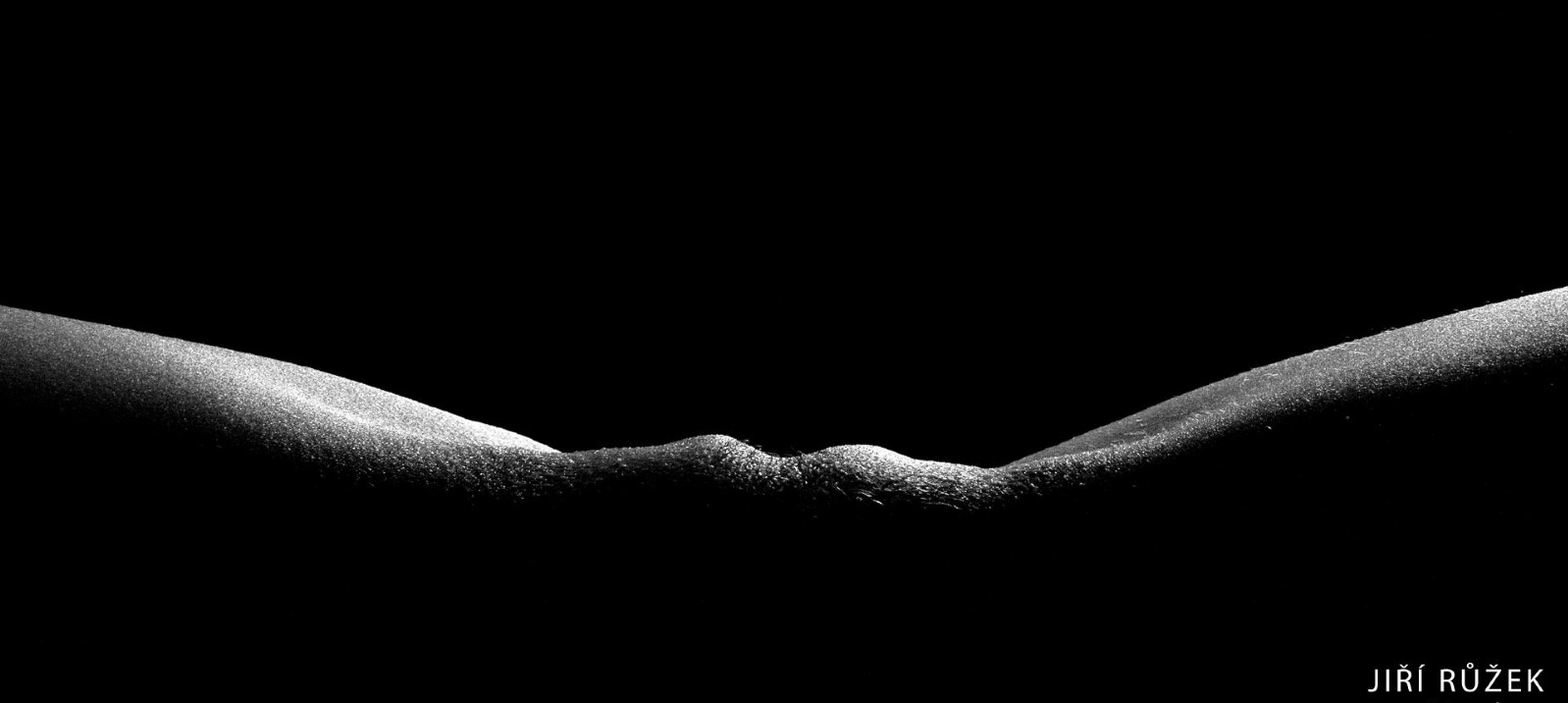
이르지 루제크 - 체코어 중앙 산맥
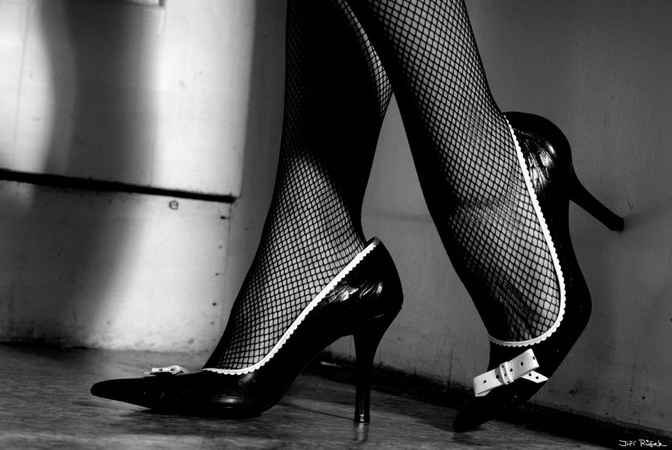
이르지 루제크 - 네트워크